# Bulevar kralja Aleksandra
El Bulevar kralja Aleksandra (en serbio: Булевар краља Александра; que significa Bulevar del Rey Alejandro) es la calle más larga de la ciudad de Belgrado, capital de Serbia, con una longitud de 7,5 kilómetros. Conocido durante décadas después de la Segunda Guerra Mundial como Bulevar Revolucije ("Bulevar de la Revolución"), es tan importante para los belgradenses que lo denominan simplemente Bulevar, aunque hay veinte bulevares en Belgrado.

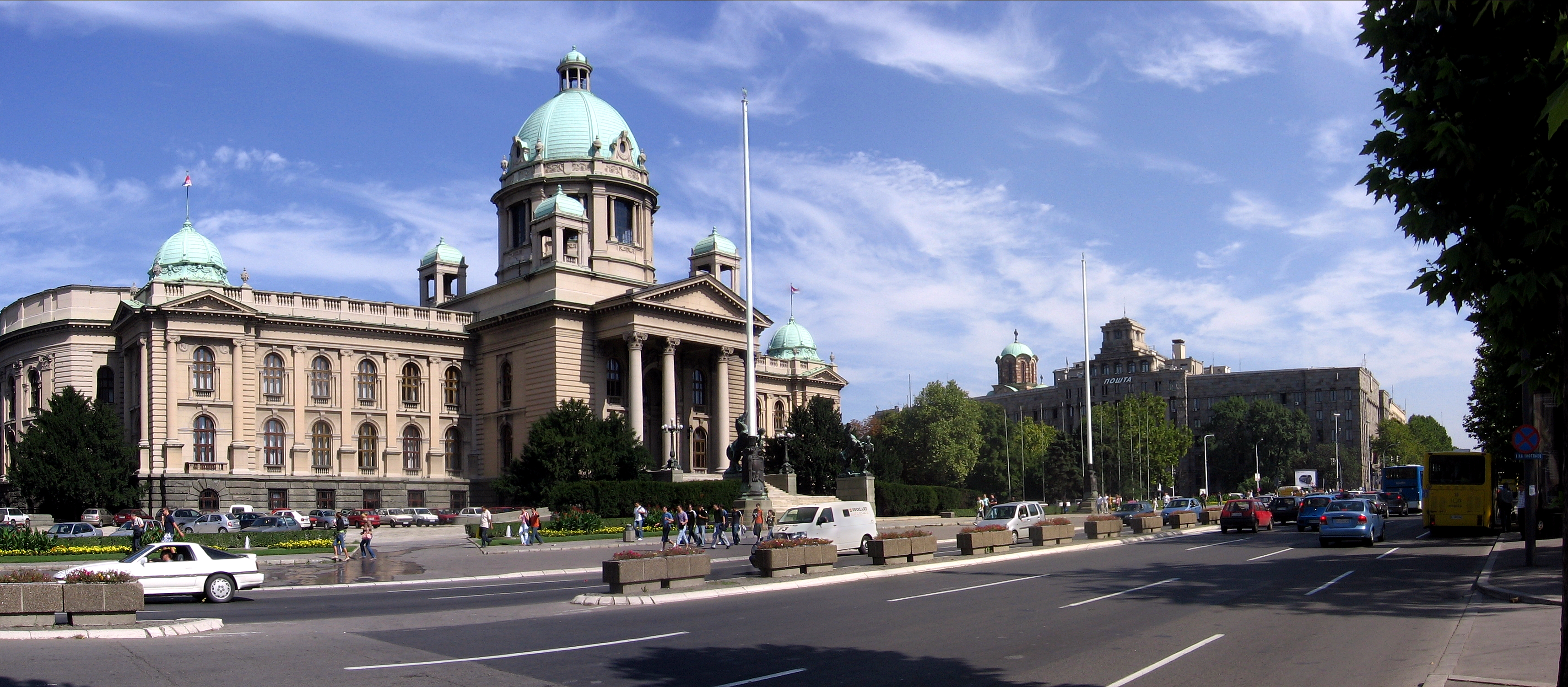
El Parlamento de Serbia y la sede de Correos de Serbia en el inicio del bulevar.

## Localización
Debido a su longitud, el Bulevar se extiende por cuatro de los ocho municipios urbanos del centro de Belgrado: Stari Grad, Palilula, Vračar y Zvezdara, en el que se sitúa la mayor parte del Bulevar. Empieza en la Plaza Nikola Pašić y discurre en su mayor parte en dirección sudeste, girando solo cerca del final, en el barrio de Mali Mokri Lug, tras el cual el Bulevar enlaza con la carretera de Smederevski put, que conecta Belgrado con la ciudad de Smederevo.

## Nombre
A mediados del siglo XVIII, la ruta del actual Bulevar era la famosa Carigradski drum (carretera de Constantinopla). Según se iba asentando población a lo largo de la carretera, esta se convirtió gradualmente en una calle, conocida originalmente como Sokače kod zlatnog topa ("Calle del Cañón de oro"). Posteriormente se renombró Markova ("Calle de Marko") y en 1834 se llamó Fišeklija, debido a las muchas tiendas de la calle que vendían pólvora en fišeks, bolsas de papel con forma de cono. A finales del siglo XIX se renombró en honor al entonces Rey de Serbia Alejandro I, el último de la dinastía Obrenović. A pesar de ser uno de los reyes serbios menos populares, cuando fue destronado, el nuevo Rey Pedro I, de la dinastía rival de Karađorđević, no cambió el nombre de la calle. Tras la Segunda Guerra Mundial, durante la Yugoslavia comunista, el bulevar se llamó primero Bulevar Oslobođenja (Bulevar de la Liberación) y posteriormente Bulevar Revolucije. A finales de los años noventa, se cambió el nombre de la calle al de antes de la guerra.

## Secciones

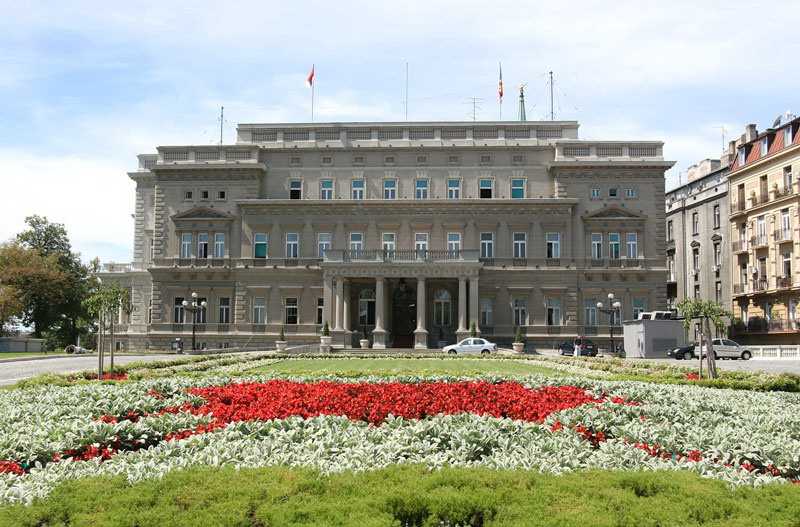
El Ayuntamiento de Belgrado visto desde el Bulevar.

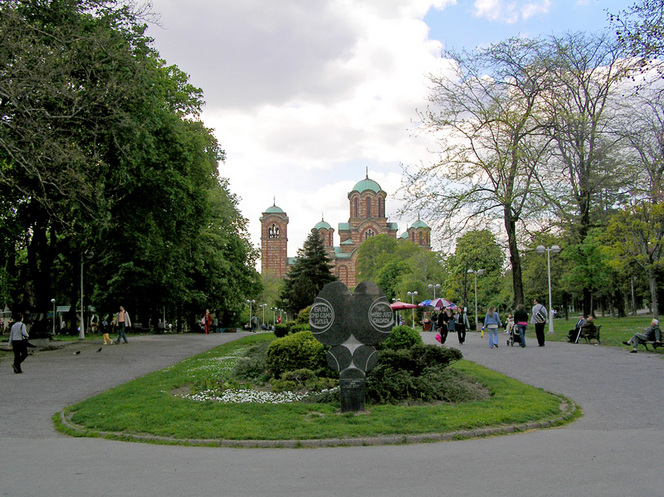
El Parque Tašmajdan.

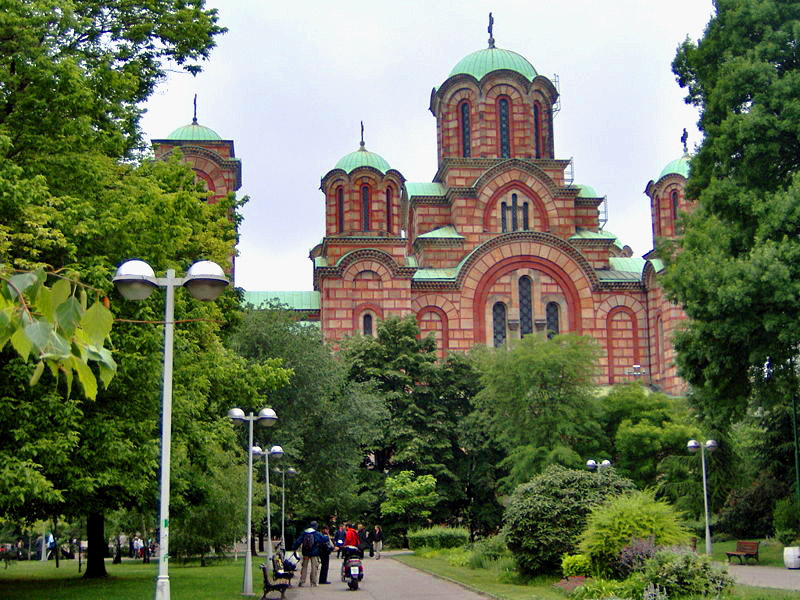
La Iglesia de San Marcos.

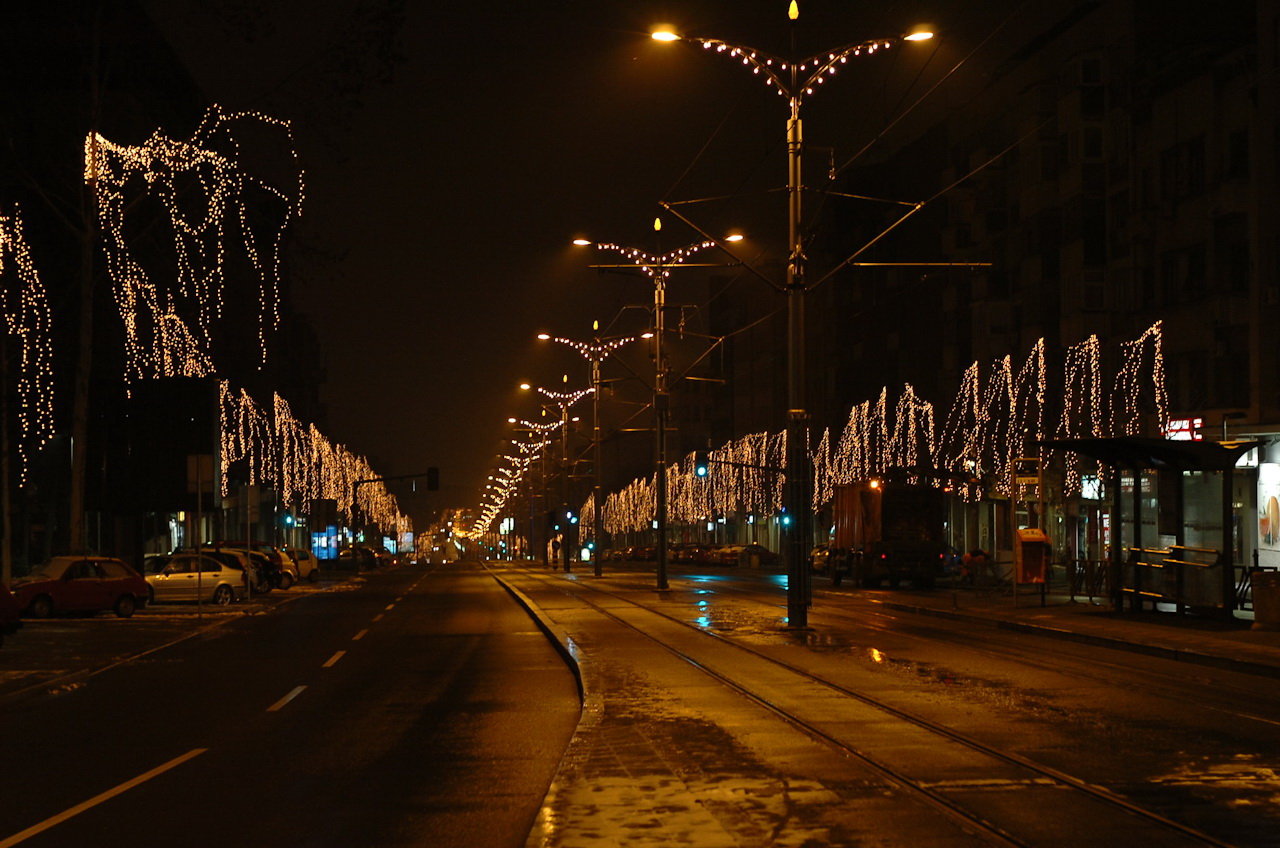
El Bulevar por la noche.

La primera sección del Bulevar, desde su comienzo hasta el cruce con las calles Takovska y Kneza Miloša, se sitúa en el municipio de Stari Grad. El Bulevar empieza en la gran fuente de la Plaza Nikola Pašić. Todo el lado izquierdo de esta sección está ocupado por el monumental edificio del Parlamento de Serbia, mientras que en el lado derecho está el Parque Pionirski, con el Ayuntamiento de Belgrado y el Palacio Nuevo detrás de él, en Andrićev Venac.
La siguiente sección, hasta el cruce de Vukov Spomenik, está dividida entre los municipios de Palilula (lado izquierdo) y Vračar (lado derecho). El lado izquierdo está ocupado por el edificio principal de Correos de Serbia, la sede de Air Serbia, la Iglesia de San Marcos (declarada monumento cultural), el Parque Tašmajdan, el famoso restaurante "Madera", la Facultad de Derecho de la Universidad de Belgrado (obra de Petar Bajalović, declarada monumento cultural), el Metropol Hotel Belgrade, la Biblioteca de la Universidad de Belgrado y facultades técnicas. También ha sido declarado monumento cultural el edificio residencial del número 63, construido en las primeras décadas del siglo XX en estilo academicista. Toda esta sección está declarada "complejo protegido del Antiguo Belgrado".
El lado derecho es principalmente residencial y comercial, aparte del edificio de la Embajada de la República Checa. Se está construyendo un nuevo edificio comercial en la esquina del Bulevar con la calle Kneza Miloša (ubicación de la antigua kafana Tri lista duvana, "tres hojas de tabaco"). El edificio residencial del número 46, construido en 1930, es obra de Aleksandar Janković en estilo moderno simple. Fue dañado en el bombardeo de Belgrado de la Luftwaffe el 6 de abril de 1941, pero reconstruido posteriormente en los años 1950 e incluido en el "complejo protegido del Antiguo Belgrado ".
En el cruce y estación subterránea de Vukov Spomenik empieza la sección del Bulevar situada en el municipio de Zvezdara, que atraviesa los barrios de Đeram, Lipov Lad, Lion, Zvezdara, Cvetkova Pijaca, Zeleno Brdo y Mali Mokri Lug. Esta parte es principalmente residencial y comercial, y tiene algunas instalaciones importantes: la Asamblea Municipal de Zvezdara; los mercados verdes al aire libre de Đeram, Cvetkova pijaca y Mali Mokri Lug; la fábrica de ropa "Kluz"; la plaza Ustanička, atravesada por doce líneas de autobús y tranvía; y la zona industrial homónima (industria eléctrica "Nikola Tesla", "Utenzilija", fundición "Livnica", prensas de "Glas Javnosti", ...).

## Características
El Bulevar es una de las calles más importantes de Belgrado. Durante su mayor parte lo recorre una línea del tranvía de la ciudad. A pesar de su longitud e importancia, no la atraviesan líneas de trolebuses.
En los años 1990, con el deterioro del sistema económico de Serbia y las sanciones impuestas, las aceras del Bulevar se convirtieron en lugar de reunión para los vendedores callejeros de todo tipo de bienes que no estaban disponibles en las tiendas oficiales. Eran especialmente conocidos por vender tabaco, vaqueros, cazuelas, flores… Algo similar pasó en el barrio de Zeleni Venac, y ambas zonas se convirtieron en sinónimo del mercado negro durante los años 1990. La mayor parte de estos vendedores se trasladaron después de 2000 al nuevo centro comercial "Depo".
El municipio de Zvezdara propuso una iniciativa para construir un monumento al Rey Alejandro Obrenović en alguna parte de la calle.
En 1992 se rodó una popular película serbia llamada "Bulevar Revolucije." Dirigida por Vladimir Blaževski, estaba protagonizada por Bojana Maljević y Branislav Lečić.

## Renovación
La primera fase de la renovación del Bulevar empezó en agosto de 2006. La segunda fase empezó en 2008 y consistía en construir el tren ligero BELAM, aunque se canceló este proyecto. En 2010, en la sección renovada del Bulevar Kralja Aleksandra, se introdujeron farolas LED para el nuevo sistema de iluminación de la calle.